# Chinese Camp
Chinese Camp is een plaats (census-designated place) in de Amerikaanse staat Californië, en valt bestuurlijk gezien onder Tuolumne County.

## Demografie
Bij de volkstelling in 2000 werd het aantal inwoners vastgesteld op 146.

## Geografie
Volgens het United States Census Bureau beslaat de plaats een oppervlakte van
2,3 km², geheel bestaande uit land. Chinese Camp ligt op ongeveer 294 m boven zeeniveau.

## Plaatsen in de nabije omgeving
De onderstaande figuur toont nabijgelegen plaatsen in een straal van 24 km rond Chinese Camp.